# باشگاه فوتبال مارگیت
باشگاه فوتبال مارگیت با نام اصلی مارگیت تاون یک باشگاه فوتبال انگلیسی است که در استراحتگاه ساحلی مارگیت ، کنت واقع شده است. تیم اول این باشگاه در لیگ برتر ایزمیان . این باشگاه در دهه‌ی ۸۰ میلادی با نام تانت یونایتد شناخته می شد.

## لینک های خارجی
پرونده‌های رسانه‌ای مربوط به Margate F.C. در ویکی‌انبار 
 
- وب سایت رسمی

1. ↑  Chris Evans and Rob Craven (13 April 2007). "Revenge on the Cards as Margate Pay a Visit (13th April 2007)". Cheltenham City F.C. Archived from the original on 28 September 2007. Retrieved 29 May 2007.